# Stiftung Südtiroler Sparkasse
Die Stiftung Südtiroler Sparkasse (italienisch Fondazione Cassa di Risparmio di Bolzano) ist eine Bankenstiftung mit Sitz in Bozen (Südtirol). Das Verwaltungsgebäude befindet sich in der Talfergasse nahe der Talferbrücke.

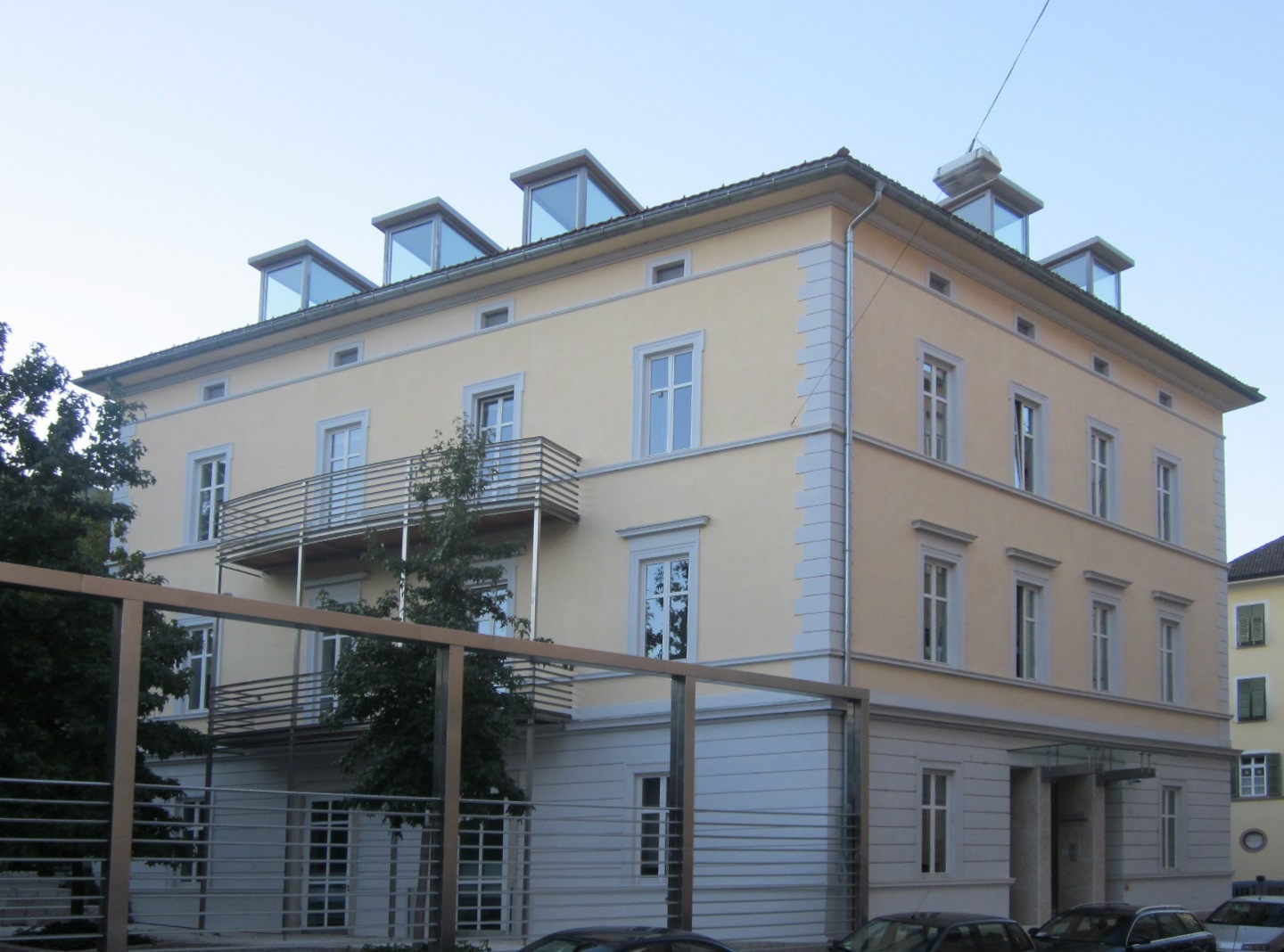
Sitz der Stiftung Südtiroler Sparkasse in der Talfergasse

## Geschichte
Die Stiftung Südtiroler Sparkasse ist formalrechtlich im Jahr 1992 entstanden. Aufgrund des damals gültigen Bankengesetzes mussten alle italienischen Sparkassen den Teil der Aktien, der von Behörden gehalten wurde, in eine Stiftung überführen. Die Südtiroler Sparkasse war als Sparkasse Bozen 1854 gegründet worden. 1992 wurde eine Aktiengesellschaft (Südtiroler Sparkasse AG) für die operativen Tätigkeiten abgespalten und das Eigentum des Aktienkapitals als Stiftung eingerichtet.
Die Stiftung hat den Auftrag, ihre Einkünfte/Erträge der Vermögensverwaltung gemeinnützigen Zwecken zuzuführen. Aufgrund der Entwicklung des Bankengesetzes musste die Stiftung in den letzten Jahren Teile ihrer Aktienbeteiligung veräußern. Heute hält sie noch 62,66 % des gesamten Aktienkapitals an der Südtiroler Sparkasse AG, der Rest ist Kleinaktionärsbesitz bzw. wird von weiteren Bankenstiftungen (Fondazione Cariplo und Fondazione Cassa di Risparmio di Trento e Rovereto) gehalten.
Die Stiftung gehört zu den bedeutendsten Kulturförderen Südtirols.

## Tätigkeit
Die der Stiftung jährlich zufließende Dividende aus der Sparkassenbeteiligung und die Erlöse aus dem verwalteten Wertpapiervermögen ermöglichen die Unterstützung und Förderung verschiedener Initiativen und Projekte, wobei die Stiftung ihrer Tradition und den historischen Interessen gemäß ihre Tätigkeit hauptsächlich auf das Gebiet der Provinz Bozen konzentriert. Satzungsgemäß hat die Stiftung keine Gewinnabsichten und verfolgt ausschließlich Ziele gemeinnütziger Art.
Die Fördertätigkeit der Stiftung Südtiroler Sparkasse wird von den gesetzlichen Vorgaben und der eigenen Satzung bestimmt. Sie erstreckt sich auf die Bereiche Kunst und Kultur, Wissenschaft und Forschung, Umwelt, Soziales und Philanthropie, Familie und verbundene Werte und andere Förderbereiche. Gefördert werden vor allem Projekte, die innovativ, wertvoll oder gesellschaftlich relevant sind und die nachhaltig wirken. Die Fördermaßnahmen sollen einen klar positionierten Zuschnitt haben und eine unmittelbare Wiedererkennung der Fördertätigkeit in der Bevölkerung ermöglichen.

## Verwaltungsrat
Präsident ist Konrad Bergmeister. Der Verwaltungsrat besteht aus sieben weiteren Mitgliedern.

## Stiftungsrat

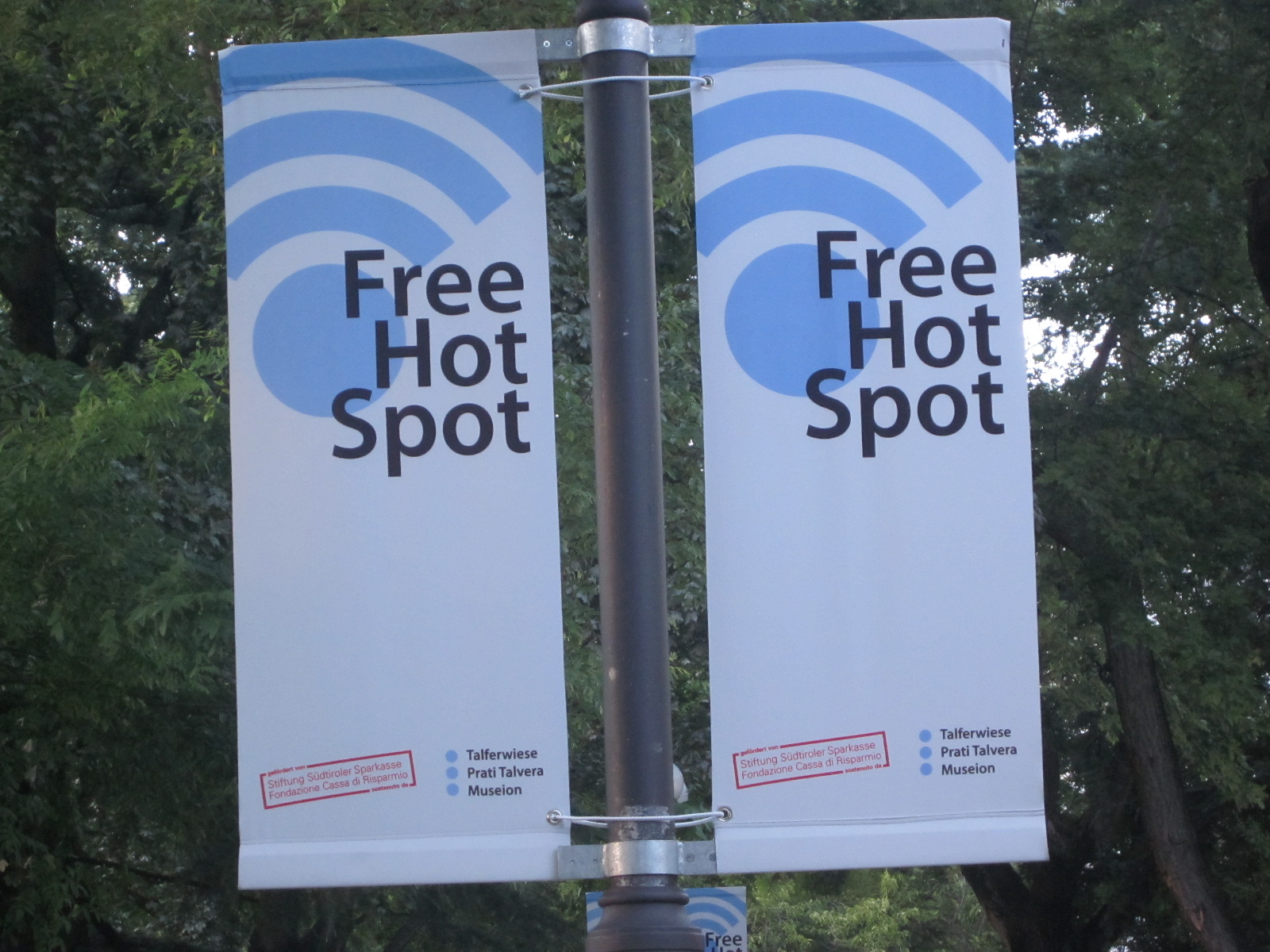
Hot Spot der Stiftung

Der Stiftungsrat besteht aus Persönlichkeiten des öffentlichen Lebens in Südtirol und berät über die Verwendung der bereitgestellten Mittel. Das aus 28 Mitgliedern bestehende Gremium wird im Sinne des Artikels 34 der Stiftungssatzung bestellt: 14 Mitglieder werden von der Mitgliederversammlung gewählt und die übrigen 14 Vertreter des Rates über Einrichtungen bzw. Körperschaften der Autonomen Provinz Bozen designiert.